# 第109回日劇學院賞
←第108回 - 第109回 - 第110回→
第109回日劇學院賞，針對2021年7月到9月在日本播出夏季檔連續劇所做出的投票與評比。本季獲最優秀作品賞為TBS電視台的《TOKYO MER～行動急診室～》，此劇共獲五項獎項為本季最多。

## 得獎名單

### 最優秀作品賞
1. TOKYO MER～行動急診室～[1]
2. 秘密內幕～女警的反擊～
3. 她很漂亮
4. 約定的灰姑娘
5. ＃家族募集中

- 讀者票：1. 她很漂亮；2. 約定的灰姑娘；3. 秘密內幕～女警的反擊～；4. ＃家族募集中；5. TOKYO MER～行動急診室～

- 記者票：1. TOKYO MER～行動急診室～；2. 秘密內幕～女警的反擊～；3. 她很漂亮；4. 只是沒離婚而已；5. 孤獨的美食家 Season 9

- 評審票：1. 秘密內幕～女警的反擊～；2. TOKYO MER～行動急診室～；3. 武士助手逢坂君！；3. 漂流者；3. ＃家族募集中

### 主演男優賞
1. 鈴木亮平（TOKYO MER～行動急診室～）[2]
2. 中島健人（她很漂亮）
3. 重岡大毅（＃家族募集中）
4. 齋藤工（漂流者）
5. 北山宏光（只是沒離婚而已）

- 讀者票：1. 中島健人（她很漂亮）；2. 鈴木亮平（TOKYO MER～行動急診室～）；3. 重岡大毅（＃家族募集中）；4. 伊野尾慧（准教授高槻彰良的推測）；5. 唐澤壽明（Voice 110緊急指令室）

- 記者票：1. 鈴木亮平（TOKYO MER～行動急診室～）；2. 中島健人（她很漂亮）；3. 重岡大毅（＃家族募集中）；4. 松重豐（孤獨的美食家 Season 9）；5. 北山宏光（只是沒離婚而已）

- 評審票：1. 鈴木亮平（TOKYO MER～行動急診室～）；2. 齋藤工（漂流者）；3. 重岡大毅（＃家族募集中）；4. 濱田崇裕（武士助手逢坂君！）；4. 伊野尾慧（准教授高槻彰良的推測）

### 主演女優賞
1. 小芝風花（她很漂亮）[3]
2. 永野芽郁（秘密內幕～女警的反擊～）
3. 戶田惠梨香（秘密內幕～女警的反擊～）
4. 二階堂富美（約定的灰姑娘）
5. 波瑠（Night Doctor）

- 讀者票：1. 小芝風花（她很漂亮）；2. 戶田惠梨香（秘密內幕～女警的反擊～）；3. 二階堂富美（約定的灰姑娘）；4. 永野芽郁（秘密內幕～女警的反擊～）；5. 波瑠（Night Doctor）

- 記者票：1. 小芝風花（她很漂亮）；2. 永野芽郁（秘密內幕～女警的反擊～）；3. 戶田惠梨香（秘密內幕～女警的反擊～）；4. 二階堂富美（約定的灰姑娘）；5. 波瑠（Night Doctor）

- 評審票：1. 戶田惠梨香（秘密內幕～女警的反擊～）；1. 永野芽郁（秘密內幕～女警的反擊～）；3. 二階堂富美（約定的灰姑娘）；4. 天海祐希（女王偵訊室 第4季）；5. 堀未央奈（被背叛的田川的憂鬱）；4. 飯豐萬理江（孤僻女的一人飯）；4. 關水渚（八月在夜之打擊練習場）；4. 波瑠（Night Doctor）；4. 小芝風花（她很漂亮）

### 助演男優賞
1. 賀來賢人（TOKYO MER～行動急診室～）[4]
2. 赤楚衛二（她很漂亮）
3. 仲野太賀（＃家族募集中）
4. 真榮田鄉敦（約定的灰姑娘）
5. 室剛（秘密內幕～女警的反擊～）

- 讀者票：1. 赤楚衛二（她很漂亮）；2. 真榮田鄉敦（約定的灰姑娘）；3. 岸優太（Night Doctor）；4. 仲野太賀（＃家族募集中）；5. 賀來賢人（TOKYO MER～行動急診室～）

- 記者票：1. 賀來賢人（TOKYO MER～行動急診室～）；2. 山田裕貴（秘密內幕～女警的反擊～）；3. 仲野太賀（＃家族募集中）；4. 真榮田鄉敦（約定的灰姑娘）；5. 赤楚衛二（她很漂亮）

- 評審票：1. 賀來賢人（TOKYO MER～行動急診室～）；2. 仲野太賀（＃家族募集中）；3. 真榮田鄉敦（約定的灰姑娘）；4. 三浦翔平（秘密內幕～女警的反擊～）；4. 室剛（秘密內幕～女警的反擊～）

### 助演女優賞
1. 菜菜緒（TOKYO MER～行動急診室～）[5]
2. 佐久間由衣（她很漂亮）
3. 岸井雪乃（＃家族募集中）
4. 中條彩未（TOKYO MER～行動急診室～）
5. 中村友理（只是沒離婚而已）

- 讀者票：1. 佐久間由衣（她很漂亮）；2. 西野七瀨（秘密內幕～女警的反擊～）；3. 岡崎紗繪（Night Doctor）；4. 松井玲奈（約定的灰姑娘）；5. 木村文乃（＃家族募集中）

- 記者票：1. 菜菜緒（TOKYO MER～行動急診室～）；2. 石田百合子（TOKYO MER～行動急診室～）；3. 中村友理（只是沒離婚而已）；4. 岸井雪乃（＃家族募集中）；5. LiLiCo（她很漂亮）

- 評審票：1. 中條彩未（TOKYO MER～行動急診室～）；2. 木村文乃（＃家族募集中）；2. 岸井雪乃（＃家族募集中）；4. 新木優子（我的殺意戀愛了）；4. 菜菜緒（TOKYO MER～行動急診室～）

### 連續劇歌曲賞
1. 《夏天的繡球花》Sexy Zone（她很漂亮） [6]
2. 《光》GReeeeN（TOKYO MER～行動急診室～）
3. 《巨大的愛》Johnny's WEST（＃家族募集中）
4. 《HADASHi NO STEP》 LiSA（約定的灰姑娘）
5. 《A VIVA NON NON》 Tempalay（桑道2021）

- 讀者票：1.《夏天的繡球花》Sexy Zone（她很漂亮）；2.《HADASHi NO STEP》 LiSA（約定的灰姑娘）；3.《巨大的愛》Johnny's WEST（＃家族募集中）；4.《群青逃跑》Hey! Say! JUMP（准教授高槻彰良的推測）；5.《光》GReeeeN（TOKYO MER～行動急診室～）

- 記者票：1.《夏天的繡球花》Sexy Zone（她很漂亮）；2.《光》GReeeeN（TOKYO MER～行動急診室～）；3.《Ordinary days》Milet（秘密內幕～女警的反擊～）；4.《巨大的愛》Johnny's WEST（＃家族募集中）；5.《Love song》King Gnu（我推的王子）

- 評審票：1.《A VIVA NON NON》Tempalay（桑道2021）；2.《光》GReeeeN（TOKYO MER～行動急診室～）；2.《夏天的繡球花》Sexy Zone（她很漂亮）；4.《巨大的愛》Johnny's WEST（＃家族募集中）；5.《群青逃跑》Hey! Say! JUMP（准教授高槻彰良的推測）

### 劇本賞
1. 根本非翟（秘密內幕～女警的反擊～）[7]
2. 黑岩勉（TOKYO MER～行動急診室～）
3. Magy（＃家族募集中）

### 導演賞
1. 松木彩、平野俊一、大内舞子、泉正英（TOKYO MER～行動急診室～）[8]
2. 南雲聖一、丸谷俊平、伊藤彰記（秘密內幕～女警的反擊～）
3. 橋圭太、山本大輔（漂流者）

## 外部連結
- 第109回日劇學院賞 （页面存档备份，存于）